# Markus Unger
Markus Unger (* 18. November 1981 in Fulda) ist ein ehemaliger deutscher Fußballspieler und heutiger Trainer.

## Karriere
Markus Unger begann seine Karriere in den Jugendabteilungen von Steinhaus und der Borussia Fulda. Bei der Borussia schaffte er es bis in die erste Mannschaft. Zur Saison 2004/2005 wechselte er zum 1. FC Schweinfurt 05, wo er aber nur ein halbes Jahr blieb. In der Winterpause ging er zum SV Buchonia Flieden. In Flieden spielte er die halbe Saison zu Ende. Danach wechselte er in die Regionalliga Nord zu Kickers Emden (2005/06). Dann schaffte Unger mit dem damaligen Oberligisten SSV Reutlingen 05 den Aufstieg in die Regionalliga Süd. Im Januar 2008 verließ er den SSV und heuerte bei Sportfreunde Siegen an.
Zur Saison 2008/09 wechselte er wieder zu Kickers Emden, welche in der neu gegründeten 3. Liga spielten. Nachdem Emden sich aus lizenzrechtlichen Gründen am Saisonende freiwillig in die Oberliga zurückgezogen hatte, verließ er den Verein. Zum Ende der Transferperiode 2009 schloss er sich dem KSV Hessen Kassel an. Zur Saison 2010/11 wechselte Unger zum Drittligisten Eintracht Braunschweig und stieg mit dem Verein in die 2. Fußball-Bundesliga auf. Nach vier Einsätzen in der 2. Liga während der Saison 2011/12 beendete Unger seine Profikarriere und unterschrieb einen Zweijahresvertrag als Spieler und Co-Trainer der zweiten Mannschaft der Eintracht. Mit ihr stieg er in der Saison 2012/13 als Meister der Oberliga Niedersachsen in die Regionalliga auf. 2014 beendete Unger seine aktive Laufbahn und verlängerte seinen Vertrag als Assistent von U23-Trainer Henning Bürger sowie als Trainer im Nachwuchsleistungszentrum der Eintracht bis 2016.